# Neil Etheridge
Neil Leonard Dula Etheridge (Enfield, Inglaterra, Reino Unido, 7 de febrero de 1990) es un jugador filipino. Juega de portero y su equipo es el Buriram United F. C. de la Liga de Tailandia.

## Selección nacional
Ha sido internacional con la selección de Filipinas desde 2008, ha jugado 80 partidos internacionales.

## Clubes
| Club                             | País       | Año       |
| -------------------------------- | ---------- | --------- |
| Fulham F. C.                     | Inglaterra | 2010-2014 |
| Charlton Athletic F. C. (cedido) | Inglaterra | 2011      |
| Bristol Rovers F. C. (cedido)    | Inglaterra | 2012      |
| Crewe Alexandra F. C. (cedido)   | Inglaterra | 2013-2014 |
| Oldham Athletic A. F. C.         | Inglaterra | 2014-2015 |
| Charlton Athletic F. C. (cedido) | Inglaterra | 2014      |
| Charlton Athletic F. C.          | Inglaterra | 2015      |
| Walsall F. C.                    | Inglaterra | 2015-2017 |
| Cardiff City F. C.               | Gales      | 2017-2020 |
| Birmingham City F. C.            | Inglaterra | 2020-2024 |
| Buriram United F. C.             | Tailandia  | 2024-     |

## Palmarés

### Títulos nacionales
| Título                       | Club                 | País      | Año  |
| ---------------------------- | -------------------- | --------- | ---- |
| Liga de Tailandia            | Buriram United F. C. | Tailandia | 2025 |
| Copa FA de Tailandia         | Buriram United F. C. | Tailandia | 2025 |
| Copa de la Liga de Tailandia | Buriram United F. C. | Tailandia | 2025 |

### Títulos internacionales
| Título                           | Club                 | País      | Año  |
| -------------------------------- | -------------------- | --------- | ---- |
| Campeonato de Clubes de la ASEAN | Buriram United F. C. | Tailandia | 2025 |